# Johann Chrysostom Magnenus
Johann Chrysostom Magnenus (Luxeuil-les-Bains, c. 1590 – c. 1679) è stato un medico e filosofo francese, che per primo stimò la dimensione degli atomi.

## Biografia
Conseguì la laurea in medicina presso l'Università di Dôle.  Trasferitosi a Pavia, vi esercitò come medico, avendo anche pazienti illustri. Dal 1646 fu professore di medicina, poi di filosofia, all'Università di Pavia. Sempre nel 1646 pubblicò la sua opera scientifica più importante: Democritus reviviscens sive de Atomis, con la quale propose l'atomismo come valida alternativa alla filosofia aristotelica, contribuendo all'affermarsi della moderna visione scientifica galileiana. La sua proposta, coeva a quella di Pierre Gassendi, si rifà a Democrito e Daniel Sennert, ma contiene elementi originali.
Altri suoi scritti comprendono De tabaco (1648), sull'uso medico e sugli effetti del tabacco, De manna liber singularis (1648), De regia civitate Ticinensi panegyricus ad eandem (1644). La sua ubicazione dopo il 1661 è sconosciuta e il luogo e l'anno della sua morte sono incerti.

## Stima delle dimensioni atomiche

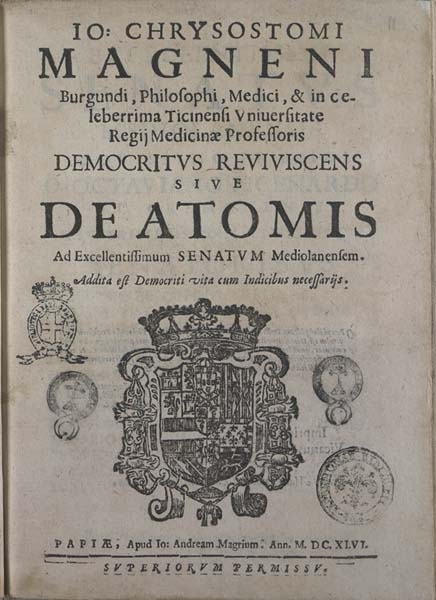
Democritus reviviscens sive de Atomis (1646).

Secondo Magneno, la materia (come in  Democrito) è costituita da minimi indivisibili ("atomi"), che differiscono per dimensione e forma a seconda dell'elemento. A differenza di Democrito, rifiutava l'esistenza del vuoto. Come elementi riconosceva l'acqua, la terra e il fuoco
mentre l'aria non era per lui un elemento, ma piuttosto un mezzo che impediva la formazione del vuoto e nel quale i tre elementi si spostano. Aderì anche a posizioni proprie della filosofia naturale aristotelica: assunse - a differenza di Gassendi e Boyle - una tendenza naturale degli atomi a unirsi in composti, nei quali gli atomi conservano la loro identità. Rifiutava l'esistenza della prima materia e la tesi alchemica secondo cui gli elementi potevano essere convertiti l'uno nell'altro.
Magnenus fu il primo a fornire, nel Democritus reviviscens sive de Atomis del 1646, una stima approssimativa della dimensione di un atomo. Andando regolarmente a messa, si accorse che l'odore dell'incenso arrivava fino alle ultime file di fedeli, anche se veniva bruciato vicino all'altare. Evidentemente, gli atomi derivanti dalla combustione dei grani d'incenso "viaggiavano" all'interno della chiesa, raggiungendone ogni punto. Dopo svariate prove, trovò che la combustione di un grano di incenso, grosso più o meno come un pisello (delle dimensioni di circa 1 cm³) era sufficiente affinché l'odore si percepisse in tutta la chiesa.
Magnenus suppose che un singolo atomo d'incenso dentro una delle due narici bastasse per avvertirne la fragranza. Suddivise il volume della chiesa (non c'era motivo di credere che gli atomi d'incenso si distribuissero nella chiesa in modo non omogeneo) in tanti "volumetti" grandi quanto un grano d'incenso, all'interno di ciascuno dei quali doveva esserci un atomo d'incenso. Stimò che il volume della chiesa corrispondeva a circa {\displaystyle 7,776\times 10^{17}} "volumetti". Ne seguiva che in un grano d'incenso vi erano come minimo {\displaystyle 7,776\times 10^{17}} atomi. Scrive nel Democritus reviviscens sive de Atomis: «Si può quindi avere un'idea di quanto sia piccolo un atomo e quanto grande possa essere il loro numero nell'intero universo.»
Se in un grano d'incenso, all'incirca delle dimensioni di 1 cm³, ci sono circa {\displaystyle 10^{18}} atomi (un miliardo di miliardi), allora ogni atomo ha un volume di {\displaystyle 10^{-18}} cm³ = {\displaystyle 10^{-24}} m³ e quindi una dimensione lineare massima di {\displaystyle 10^{-8}} m (radice cubica del volume, approssimando l'atomo ad un cubo). Si tratta ovviamente di una stima grossolana, ma sorprendentemente vicina al valore oggi noto, di {\displaystyle 10^{-10}} m. Magnenus aveva sovrastimato le dimensioni degli atomi solamente di 2 ordini di grandezza.
Se invece si calcola il numero di molecole di acido boswellico (che conferisce odore all'incenso) contenute in un grano, si giunge alla stima di {\displaystyle 10^{21}} molecole/cm³ = {\displaystyle 10^{27}} molecole/m³. La dimensione lineare della singola molecola risulta di {\displaystyle 10^{-9}} m, di un solo ordine di grandezza più piccola della stima di Magnenus per la dimensione degli atomi. Tale risultato è tanto più notevole se si considerano i mezzi di cui Magnenus disponeva e, soprattutto, il fatto che la prima stima scientifica delle dimensioni di una molecola sarà fatta da Josef Loschmidt solo nel 1865, più di 200 anni dopo.